# Джим Керрі

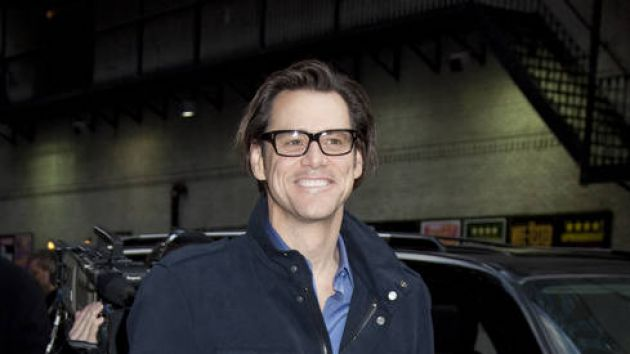

Джеймс Юджи́н Ке́ррі (англ. James Eugene "Jim" Carrey; 17 січня 1962, Ньюмаркет, Онтаріо, Канада) — канадсько-американський актор, комік і художник. Найвідоміший за фільмами «Маска», «Ейс Вентура: Розшук домашніх тварин», «Ейс Вентура 2: Поклик природи», «Дурний і ще дурніший», «Брехун, брехун», «Брюс Всемогутній», «Завжди кажи «Так»». Один з найвисокооплачуваніших коміків США. Перша головна роль — Марк Кендал у фільмі «Одного разу вкушений» (англ. Once Bitten) 1985 року. Талант Керрі високо оцінений критикою: він володар двох (1999, 2000) і номінант ще на п'ять «Золотих глобусів» (у 2019 — за серіал «Жартую»), номінант на кінематографічну премію БАФТА (2005 — за фільм «Вічне сяйво чистого розуму») та прайм-тайм премію «Еммі» (2018 — за документальний фільм «Джим і Енді: Інший світ»), а також володар ряду інших премій. До того ж у ЗМІ безліч разів зазначалося, що Керрі жодного разу за свою кар'єру не висувався на премію «Оскар».

## Біографія
Народився 17 січня 1962 року в місті Ньюмаркет, Канада.
Його батьками були Кетлін Керрі (до шлюбу Орам), співачка, а пізніше домогосподарка, і Персі Керрі, саксофоніст-самоук і бухгалтер. У Джима є старші сестри Пет і Рита, і старший брат Джон. Джим ріс у католицькій родині. Його предками були ірландці, шотландці, французи, і спочатку його прізвище звучало як Карре. Коли Джиму виповнилося 14 років, його сім'я переїхала до Скарборо (Торонто, Онтаріо), де він протягом двох років відвідував Школу Благословенної Трійці в Норт-Йорку. Наступний рік він навчався в Інституті Агінкорт, а потім недовго відвідував Середню школу Норсвью (загалом Джим провів три роки в 10-му класі).
Фінансові проблеми в сім'ї почалися ще коли Джим навчався у школі. Коли його батька звільнили з роботи, всій родині довелося переїхати до Скарборо, де Персі знайшов собі роботу охоронця на фабриці «Титанові колеса» у передмісті Торонто, що виробляла сталеві ободи і шини. Там же доводилося працювати і всій родині Керрі. Після школи Джиму і його сестрам і братові доводилося прибирати, мити підлогу і унітази. У цей час Джим став замкнутою дитиною.
Мати Джима, Кетлін, страждала однією з форм неврозу: іпохондричним синдромом — вона приписувала собі симптоми різних хвороб. Тому іноді її вважали божевільною. Коли ж вся сім'я вирішила кинути цю роботу, їм довелося жити в автофургоні фірми "Фольксваген". Після того, як Персі знайшов роботу, сім'я переїхала до Берлінгтону (Онтаріо). Тут майбутній актор прожив 8 років, відвідував Вищу Школу Елдершот і в 1979 році заснував групу «Нової хвилі» «Spoons». Тут він також працював на сталеливарному заводі Дофаско. У лютому 2007 року в інтерв'ю газеті «The Hamilton Spectator» Керрі зазначив, що якби його кар'єра в шоу-бізнесі не вдалася, то він, як і раніше, працював би на заводі Дофаско.
Джим Керрі виростав у католицьких передмістях Торонто: Берлінґтон та Джексонс-Пойнт. «Як кожний католицький хлопчик», — згадує він, — «я хотів бути Ісусом Христом».
Коли Джиму було лише 13 років, йому довелося стати до роботи. Родина Керрі опустилася на дно бідності: не було чим навіть оплачувати за будинок — і родина жила на стоянці автофургонів у старенькому автопричепі «фольксваген». Актор пізніше згадував: «Моєму батькові не дуже таланило в бізнесі, бо він був занадто добрим. З цього я зробив висновок, що не варто бути занадто добрим, коли справи йдуть на гірше».

## Популярність
У 1983 році у Джима відбувся акторський дебют у фільмі «Гумове обличчя» режисера Глена Салзмана. У цьому ж році він знявся у фільмах «Усе на гарний смак» і «Гора Куппер» режисера Девіда Мітчелла в ролі Боббі Тода. Двома роками пізніше Керрі отримав свою першу головну роль у фільмі «Одного разу вкушений» Говарда Сторма. У цьому фільмі він зіграв Марка Кендела, незайманого, що закохався в графиню-вампірку. Критики фільм не оцінили. Роком пізніше, в 1986 році, Джим знявся у фільмі «Пеггі Сью виходить заміж» Френсіса Копполи в ролі Волтера Гетца. У двох наступних фільмах, «Смертельний список» 1988 року і «Рожевий кадилак» 1989 року, де він зіграв Джоні Скуареса, він познайомився з Клінтом Іствудом, який зауважив початківця гумориста в одному з клубів, де той виступав і пародіював знаменитостей, у тому числі й Іствуда. У фільмі «Земні дівчата легко доступні» Джуліана Темпла, Джим зіграв одну з головних ролей, Віплока — інопланетянина, що потрапив на землю. Фільм отримав непогані відгуки кінокритиків.
У 1991 році Керрі переконав продюсерів довірити йому власне шоу і з'явився на екранах з «Неприродним актом Джима Керрі». Це шоу він присвятив своїй матері, яка померла. У цьому ж році він знявся у фільмі «Нерви на межі». 1992 року Джим знявся у фільмі «Життя на Мейпл-Драйв» і мультфільмі «Крихітний павучок», озвучивши винищувача комах.
У 1993 році Керрі розпочав знімати малобюджетну стрічку «Ейс Вентура: Розшук домашніх тварин». Фільм чекав важкий шлях: сценарій ніхто не хотів спонсорувати, а найвідоміші коміки Америки відмовилися від участі в картині. Джим також виступив у ролі сценариста. Режисером фільму став Том Шедяк, а партнеркою по фільму — Кортні Кокс. Джим сам придумав образ Вентури, його своєрідну зачіску, а також запросив групу «Cannibal Corpse» взяти участь у зйомці. У прокаті на фільм чекав успіх — касові збори склали понад 100 млн $. Керрі отримав 350 тисяч. З одного боку, фанати прийняли фільм, а сам Керрі удостоївся номінації на премію «MTV Movie Awards» за найкращу комедійну роль. Але з іншого боку, критики висміяли фільм, а Керрі був номінований на «Золоту малину» як гірша нова зірка. Персонаж Ейс Вентури став попіконою і увійшов до сотні безсмертних персонажів за версією журналу «Empire».
У 1994 році Керрі знявся у фільмах «Маска» і «Тупий та ще тупіший». Режисером фільму «Маска» став Чак Расел, а партнеркою Керрі — Камерон Діас, для якої ця роль стала дебютною. Свого героя, Стенлі Іпкіса, сором'язливого службовця банку, Керрі асоціював зі своїм батьком, Персі, а яскравий костюм, у якому ходив його персонаж Маска, він створив подібним до костюму, створеного його матір'ю, Кетлін. Фільм у критиків мав популярність і зібрав у прокаті 350 млн $. Керрі отримав гонорар у розмірі 500 тисяч. Фільм отримав номінації на безліч престижних премій: «MTV Movie Awards», «BAFTA», «Золотий Глобус» (для Керрі) і навіть «Оскар». Для Джима номінація на «Золотий Глобус» стала першим серйозним визнанням кінокритиків.
Режисерами фільму «Тупий та ще тупіший» стали Брати Фареллі, партнерами Керрі — актор Джеф Деніелс і актриса Лорен Голлі, майбутня дружина Керрі. Критики оцінили фільм. «Тупий та ще тупіший» зібрали у світовому прокаті 247 млн $. Керрі отримав 7 млн і свою першу премію каналу MTV за найкращу комедійну роль. Щоб Ллойд Крістмас, персонаж Керрі, виглядав смішнішим на екрані, Джим зняв з двох передніх зубів пломбу. Джим також став автором фінальної сцени фільму. За сценарієм головні герої, Гаррі і Ллойд, повинні були сісти в автобус із дівчатами. Джуд Апатоу: "Я пам'ятаю, що керівництво студії дуже хотіло, щоб головні герої сіли в цей автобус, але Джим відмовився, сказавши: «Мій герой ніколи б не зміг додуматися до того, щоб сісти в цей автобус, він ніколи не зробив би цього …» і продовжив: «Я розумію, що глядачам сподобалося б це, але він не сяде в нього»".

## Музична кар'єра
Попри відсутність музичної освіти, Джим Керрі неодноразово впродовж своєї кар'єри виступав вокалістом, найчастіше — на кіноекрані, а також у різних телевізійних шоу.
У комедійному шоу «У яскравих барвах», Керрі працював в амплуа комічного співака, виконуючи пародійні композиції. Найвідомішими з них є «White, White, Baby» (гумористичний переспів відомого хіта репера Vanilla Ice «Ice Ice Baby») та «Imposter» (переробка «Informer» канадського хіп-хоп-виконавця Snow). В образі жінки-бодібілдера Віри де Майло, Керрі заспівав пісню «Buff Neck», а пародіюючи президента США Білла Клінтона — «Humpin 'Around» Боббі Брауна. В одному з епізодів, Джим також заспівав «Achy Breaky Song» Дивного Ела Янковича.
У повнометражних фільмах, Джим Керрі виконав цілий ряд пісень. «Cuban Pete» увійшла в офіційний саундтрек до фільму «Маска», а також вийшла як сингл у 1994 році (з реміксом C + C Music Factory). Також популярність має кавер-версія «Somebody to Love» групи Jefferson Airplane, представлена у фільмі «Кабельник». Разом з Майклом Стайпом з групи REM, Джим Керрі виконав пісню «This Friendly World» для фільму «Людина на Місяці». Кінокартина «Грінч — викрадач Різдва» включає відразу кілька вокальних номерів Керрі, в тому числі реп-трек «Grinch 2000», записаний за участю Басти Раймс.
У 1995 році Джим Керрі став співавтором балади «Heaven Down Here» (разом з музичним продюсером Філом Роєм), яка була виконана групою Tuck & Patti і вийшла на їх альбомі Learning How to Fly.
У 1998 році Керрі, на запрошення Джорджа Мартіна, виконав і записав відомий хіт гурту The Beatles «I Am the Walrus», який вийшов на альбомі In My Life.
У вересні 2011 року, Джим Керрі виступив на сцені нью-йоркського клубу Arlene's Grocery, де у супроводі штатного ансамблю виконав кілька рок-каверів: «I Started a Joke» групи Bee Gees, «Bullet with Butterfly Wings» ансамблю The Smashing Pumpkins і «Creep» Radiohead.

## Особисте життя
Керрі був одружений протягом 7 років з Мелісою Вомер (одружився 28 березня 1987 року), має від цього шлюбу доньку Джейн Ерін 1987 року народження. Стосунки не були ідеальними: часом поведінка актора була дивакуватою. У листопаді 1991 року померла мати актора, так і не побачивши його тріумфу, а 1994-го і батько, якому Джим багато чим завдячував. Внаслідок частих сварок подружжя розпалося. Керрі був змушений виплатити колишній дружині 7 млн $. У нього почалася депресія, від якої він намагався позбутись за допомогою таблеток, але вони не сильно допомагали. Пізніше він вирішив боротись з депресією шляхом прийому вітамінів і занять спортом.
"Проблеми потрібно вирішувати, а не запивати таблетками".
Джим навіть хотів написати книгу про свою боротьбу з депресією. 23 вересня 1996-го Керрі одружився зі своєю партнеркою по фільму «Дурний та ще дурніший» Лорен Голлі, та шлюб протривав лише 10 місяців. Після цього Керрі мав стосунки з Рене Зеллвегер, своєю особистою лікаркою Тіффані Сільвер та моделлю журналу Playboy Анін Бінг.
«Я не вірю в ці казки про вічну любов. Десять років з одною і тією ж людиною — більш ніж достатньо. За десять років ти можеш подарувати дуже багато любові».
З 2005 по 2010 роки Джим зустрічався з Дженні Маккарті, яка, як і Джим, є активісткою організації Допомога Поколінь.
«Дженні — перша жінка в моєму житті, з приводу якої в моїй голові не виникало ніяких сумнівів».
В їхніх стосунках також було напруження та дивна поведінка Джима. Після розриву з Маккарті ходили чутки, що Керрі виплатив їй 25 млн $ за її мовчання. Виплата такої величезної суми могла бути пояснена тим, що Керрі побажав зберегти в таємниці подробиці його особистого життя з Маккарті. Однак, як сказала сама Маккарті: «Це все домисли». Дочка Джима стала виступати у власній рок-групі Jane Carrey Band. Восени 2009 року вона одружилася, вже будучи вагітною, з рок-музикантом цієї групи Алексом Сантаном. 26 лютого 2010 року Джейн Керрі народила сина Джексона Райлі Сантану. Джим про онука і про дочку:
"Я боявся, що, якщо народиться дівчинка, то їй, можливо, буде не так цікаво зі мною як хлопчикові, розумієте. Тому я дуже щасливий, що у мене онук".

«З Джейн вийде чудова матуся. Вона у мене дуже турботлива, віддана, ласкава і розуміюча. Кожна з цих якостей є просто неоціненною для справжніх мам».
Проте через 9 місяців, у грудні 2010 року, Джейн і Алекс розлучилися, Джексон залишився з матір'ю.
У 2012 році, почав зустрічатися з Катріоною Вайт, проте вони розлучилися через кілька місяців. У травні 2015-го, вони відновили стосунки, але у вересні знову посварились. 28 вересня 2015 року Катріона Вайт покінчила з життям, залишивши Керрі записку. Для нього це був великий удар.
Попри те, що Керрі наполіг на участі групи Cannibal Corpse в зніманні фільму «Ейс Вентура» і навіть особисто вибрав пісню «Hammer Smashed Face», що прозвучала у фільмі, він не є фанатом гурту і не любить дез-метал. Край багаторічним чуткам поклав зять актора, рок-музикант Алекс Сантана. За словами Сантани, «це було першим, про що він запитав Керрі при знайомстві».

## Розіграші
У дитинстві Джим часто жартував над своєю матір'ю, яка панічно боялася мишей: він «губив» біле мишеня в будинку, що викликало в Кетлін жах.
У 1982 році на своє двадцятиріччя Джим вийшов на сцену оголеним, прикриваючись лише шкарпеткою.
У 2006 році, під час поїздки на Близький Схід, намагаючись позбутися настирливих кореспондентів, Джим, що зупинився в місті Таба, переїхав до Єрусалиму. У самому місті Таба жив чоловік, зовні схожий на самого Керрі. Почувши про Гарфонеле (так звали двійника), він запропонував йому на час стати «Джимом Керрі» — жити в розкішному готелі, їсти дорогі страви і уникати репортерів. Підміни ніхто не помітив і цей розіграш вдався.
У 2008 році папараці зняли Керрі з його колишньою подружкою Дженні Маккарті, коли вони гуляли на пляжі: він був одягнений у її купальник.
У 2011 році Джим з'являвся на публіці з зачіскою стилю панк, а також грав у більярд в костюмі аквалангіста в готелі Gramercy Park Hotel.

## Ілюстрації та NFT
2017 року Керрі розповів, що малював протягом останніх шести років. 
2011 року він виставив картину Nothing to See Here на мистецькій виставці в Палм-Спрінгс у Галереї образотворчого мистецтва Хізер Джеймс.
2017 року Керрі випустив шестихвилинний документальний фільм «Мені потрібен колір», у якому показано, як він працює у своїй студії.
У квітні 2022 року Керрі оголосив, що створив свій перший арт-NFT через платформу NFT SuperRare. NFT засновано на картині «Соняшник» і супроводжується оригінальним озвученням.

## Номінації і нагороди
| Рік  | Премія                                 | Номінації | Результат                |
| ---- | -------------------------------------- | --- | ------------------------ |
| 1994 | MTV Movie Awards                       | Найкраще комедійне виконання («Ейс Вентура: Розшук домашніх тварин»)                                                            | Номінація                |
| 1995 | Золотий глобус                         | Найкраща чоловіча роль (комедія або мюзикл) («Маска»)                                                                           | Номінація                |
| 1995 | MTV Movie Awards                       | Найкраще комедійне виконання («Дурний та ще дурніший»)/Найкращий поцілунок («Дурний та ще дурніший»)                            | Перемога                 |
| 1995 | MTV Movie Awards                       | Найкращий кінодует («Дурний та ще дурніший»)/Найкращий танець («Маска»)/Найкраще комедійне виконанняр («Маска»)                 | Номінація                |
| 1996 | MTV Movie Awards                       | Найкраще комедійне виконання («Ейс Вентура 2: Коли природа кличе»)/Найкраща чоловіча роль («Ейс Вентура 2: Коли природа кличе») | Перемога                 |
| 1996 | MTV Movie Awards                       | Найкращий лиходій («Бетмен назавжди»)/Найкращий поцілунок («Ейс Вентура 2: Коли природа кличе»)                                 | Номінація                |
| 1997 | MTV Movie Awards                       | Найкраще комедійне виконання («Кабельник»)/Найкращий лиходій («Кабельник»)                                                      | Перемога                 |
| 1997 | MTV Movie Awards                       | Найкраща бійка («Кабельник») | Номінація                |
| 1998 | Золотий глобус                         | Найкраща чоловіча роль (комедія або мюзикл) («Брехун, брехун»)                                                                  | Номінація                |
| 1998 | MTV Movie Awards                       | Найкраще комедійне виконання («Брехун, брехун»)                                                                                 | Перемога                 |
| 1999 | Золотий глобус                         | Найкраща чоловіча роль (драма) («Шоу Трумана»)                                                                                  | Перемога                 |
| 1999 | MTV Movie Awards                       | Найкраща чоловіча роль («Шоу Трумана»)                                                                                          | Перемога                 |
| 2000 | Золотий глобус                         | Найкраща чоловіча роль (комедія або мюзикл) («Людина на Місяці»)                                                                | Перемога                 |
| 2000 | MTV Movie Awards                       | Найкраща чоловіча роль («Людина на Місяці»)                                                                                     | Номінація                |
| 2000 | Гільдія кіноакторів                    | Найкраща чоловіча роль («Людина на Місяці»)                                                                                     | Номінація                |
| 2001 | Золотий глобус                         | Найкраща чоловіча роль (комедія або мюзикл) («Грінч — що вкрав Різдво»)                                                         | Номінація                |
| 2001 | MTV Movie Awards                       | Найкращий лиходій («Грінч — що вкрав Різдво»)                                                                                   | Перемога                 |
| 2001 | MTV Movie Awards                       | Найкраще комедійне виконання («Я, знову я та Ірен»)                                                                             | Номінація                |
| 2001 | Вибір народу                           | Улюблений комедійний актор | Перемога                 |
| 2004 | MTV Movie Awards                       | Найкраще комедійне виконання («Брюс Всемогутній»)                                                                               | Номінація                |
| 2004 | SDFCSA Найкращий актор                 | Найкращий актор («Вічне сяйво чистого розуму»)                                                                                  | Перемога                 |
| 2005 | Золотий глобус                         | Найкраща чоловіча роль (комедія або мюзикл) («Вічне сяйво чистого розуму»)                                                      | Номінація                |
| 2005 | Вибір народу                           | Улюблена кумедна зірка | Перемога                 |
| 2005 | MTV Movie Awards                       | Найкращий лиходій («Лемоні Снікет: 33 нещастя»)                                                                                 | Номінація                |
| 2005 | Премія BAFTA за найкращу чоловічу роль | Найкраща чоловіча роль («Вічне сяйво чистого розуму»)                                                                           | Номінація                |
| 2006 | MTV Movie Awards                       | MTV Generation Award | Видавалась без номінацій |
| 2008 | Золота Малина                          | Найгірша чоловіча роль («Рокове число 23»)                                                                                      | Номінація                |
| 2009 | Вибір народу                           | Улюблена кумедна зірка | Номінація                |
| 2009 | Вибір дітей                            | Улюблений актор («Завжди кажи «Так»»)/Улюблена озвучка анімаційного фильму («Хортон»)                                           | Номінація                |
| 2009 | MTV Movie Awards                       | Найкраще комедійне виконання («Завжди кажи «Так»»)                                                                              | Перемога                 |
| 2010 | Вибір народу                           | Улюблена комедійна зірка | Перемога                 |
| 2010 | Вибір дітей                            | Улюблена озвучка анімаційного фильму («Різдвяна історія»)                                                                       | Перемога                 |
| 2011 | Spike Guys' Choice Awards              | Найсмішніший | Перемога                 |